# Kneidl

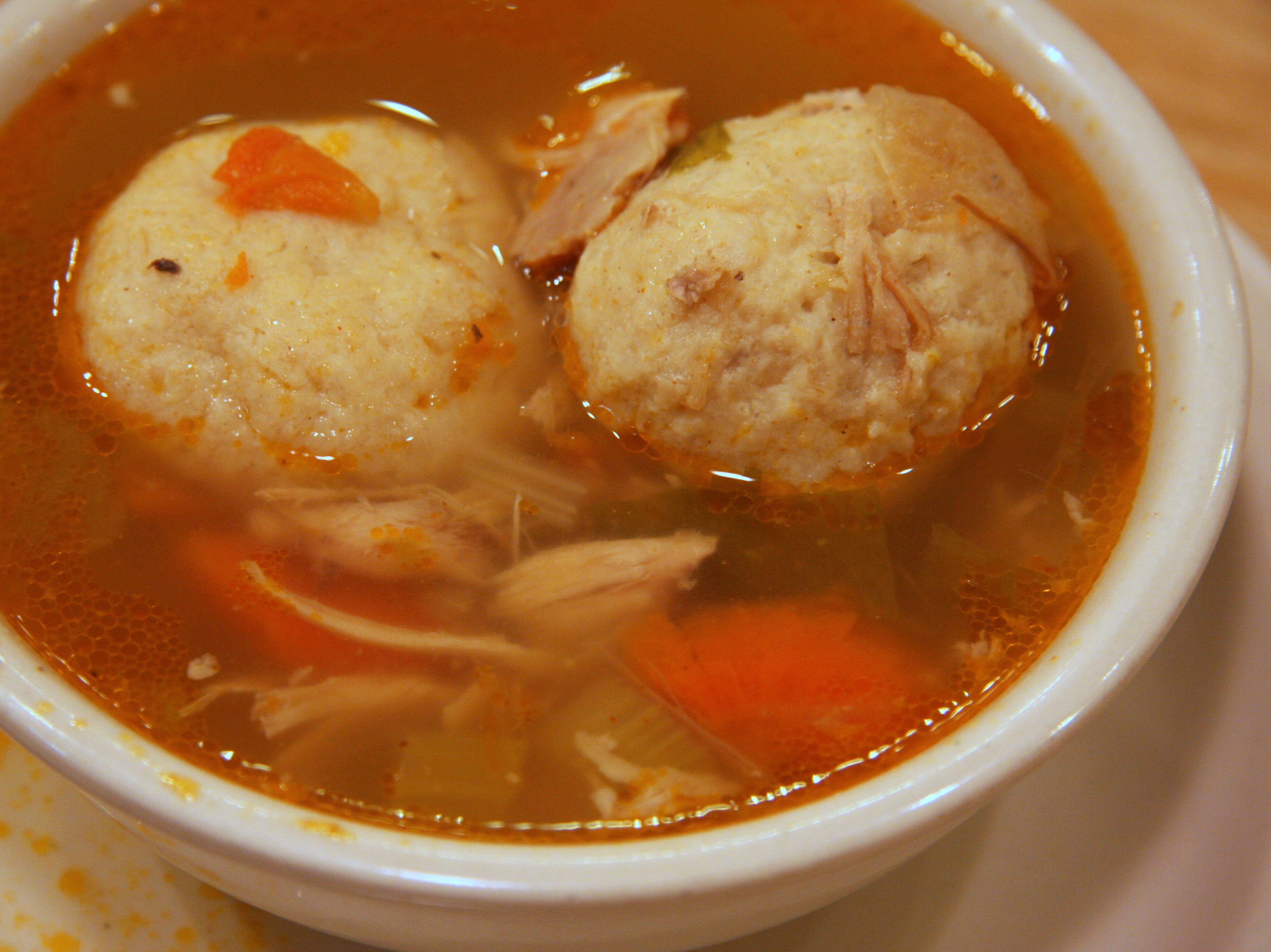
Sopa de galinha com bolinhas de matzá

Bolas de matzá (em iídiche:  קניידלעך kneydlekh pl., singular קניידל kneydl; com várias outras transliterações) ou kneidl são bolinhos de sopa judeus asquenazes feitos de uma mistura de farinha de matzá, ovos batidos, água e uma gordura, como óleo, margarina, ou gordura de frango. As bolas de matzá são tradicionalmente servidas em canja de galinha e são um alimento básico no feriado judaico de Pessach, embora não sejam comidas durante o Pessach por aqueles que observam a proibição de embeber produtos de matzá.
A textura das bolas de matzá pode ser leve ou densa, dependendo da receita. Bolas de matzá feitas com algumas receitas flutuam na sopa; outros afundam.

## Transliterações de kneidl
Embora existam transliterações oficiais de palavras em iídiche para o inglês pelo Instituto YIVO, existem muitas transliterações não padronizadas. Transliterações alternativas do termo iídiche para bola matzá, no singular, incluem: knaidl, knaidel, kneidl e kneidel. Transliterações no plural incluem: knaidels, knaidlach, knaidelach, kneidels, kneidlach, kneidelach, kneydls, kneydels e kneydlach.
As várias transliterações do termo deram origem a uma pequena controvérsia em junho de 2013, quando foi a palavra vencedora no Scripps National Spelling Bee. Arvind Mahankali, de treze anos, de Nova Iorque, soletrou "knaidel" corretamente de acordo com o Webster's Third New International Dictionary, o dicionário oficial do Bee, para se tornar o campeão. No entanto, houve controvérsia se essa era realmente a grafia definitiva do termo, com outros preferindo "knaydel", "kneydel", "knadel", ou "kneidel".
Consulte Knödel para mais informações sobre a origem da palavra e a própria comida.